# Angaria neocaledonica
Angaria neocaledonica is een slakkensoort uit de familie van de Angariidae. De wetenschappelijke naam van de soort werd voor het eerst geldig gepubliceerd in 2016 door Günther.